# Abrochia pelopia
Abrochia pelopia är en fjärilsart som beskrevs av Druce 1897. Abrochia pelopia ingår i släktet Abrochia och familjen björnspinnare. Inga underarter finns listade i Catalogue of Life.